# Gud, du som bor i ett ljus
Gud, du som bor i ett ljus är en psalm, med text skriven 1984 av Britt G. Hallqvist och musik skriven 1985 av Egil Hovland.

## Publicerad i
- Psalmer och Sånger 1987 som nr 546 under rubriken "Dagens och årets tider - Kväll".[1]